# Winfried Funk
Winfried Funk (* 30. Dezember 1933 in Sensburg, Masuren; † 24. April 1997 in Kassel) war ein deutscher Richter.

## Leben
Nach dem Abitur durchlief er eine Ausbildung zum Kaufmannsgehilfen. Ab 1956 studierte er an der Eberhard Karls Universität Tübingen Rechtswissenschaft. 1955 wurde er im Corps Franconia Tübingen recipiert. Nach drei Semestern inaktiviert, wechselte er (wie damals bei Franconia üblich) zum Wintersemester 1956/57 an die Rheinische Friedrich-Wilhelms-Universität Bonn. Dort schloss er sich der corpsstudentischen Inaktivenvereinigung „Quinta“ an. 1959 bestand er das Referendarexamen.
Nach dem Vorbereitungsdienst trat er in Niedersachsens Zivilgerichtsbarkeit ein. 1966 wurde er zum Landgerichtsrat ernannt. Von Mai 1965 bis Juli 1969 war er als wissenschaftlicher Mitarbeiter an das Bundesverfassungsgericht abgeordnet. Er wurde im August 1969 zum Sozialgerichtsrat beim Sozialgericht Stuttgart und im März 1971 als Landessozialgerichtsrat am Landessozialgericht Baden-Württemberg ernannt.
Zum 1. November 1976 wurde er als Richter an das Bundessozialgericht berufen. In Kassel engagierte er sich im Lions Club. Am 29. August 1990 zum Vorsitzenden Richter ernannt, übernahm er zunächst den Vorsitz im 3. und 6. Senat. Nach der personellen Trennung der beiden Senate wechselte er in den für das Kassenarztrecht zuständigen 6. Senat. Seit 1993 war er 1. Vorsitzender der Deutschen Gesellschaft für Kassenarztrecht.
Im Kasseler Kommentar zum Sozialversicherungsrecht bearbeitete er größere Teile des Rentenversicherungsrechts. Grundlegende Aufsätze schrieb er zu übergreifenden Themen, zum Beispiel zu den Voraussetzungen von Richtervorlagen an das Bundesverfassungsgericht und zum sozialrechtlichen Herstellungsanspruch.